# Parti des travailleurs d'Éthiopie
Le Parti des travailleurs d'Éthiopie (amharique : የኢትዮጵያ ሠራተኞች ፓርቲ (Ye Ityopia Serategnoch Parti)) est un parti communiste et Marxiste-léniniste éthiopien qui fut, de 1984 à 1990, le seul parti politique légal du pays, sous le gouvernement militaire provisoire de l'Éthiopie socialiste (Derg), puis sous la république démocratique populaire d'Éthiopie. Il a été créé le 12 septembre 1984.

## Formation du parti

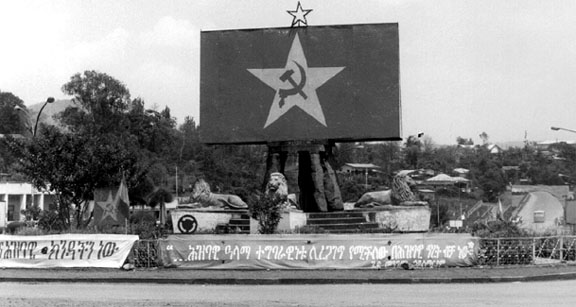
Monument communiste en Ethiopie, date inconnue.

Après la révolution de 1974 qui aboutit à l'expulsion puis à la mort d'Haïlé Sélassié Ier en prison, l'Union soviétique commença à faire pression sur le régime du Derg pour qu'il créé un parti civil d'avant-garde. Mengistu Haile Mariam, dirigeant du Derg et chef de l'État éthiopien, s'opposa dans un premier temps à la création d'un tel parti en arguant que la révolution avait réussi sans et qu'il n'y avait donc aucun besoin de créer un tel parti. Toutefois, à la fin des années 1970, face à l'opposition armée croissante, il est apparu qu'un parti civil devenait plus que nécessaire pour contrôler la population. En décembre 1979, Mengistu annonça donc la création d'une commission chargée d'organiser le Parti des travailleurs d'Éthiopie.
La commission organisa trois congrès pour des organisations communistes de masse nouvellement créées. Lors du congrès de 1980, un comité central et un secrétariat furent désignés. Le secrétariat, qui contrôlait principalement les activités quotidiennes du comité central, était supervisé par le Derg et composé essentiellement d'idéologues civils. En 1983, la Commission réunissait près de 50 000 membres. Malgré la volonté initiale de Mengistu que le futur parti repose sur une idéologie pure, l'idéologie devint rapidement une simple façade permettant au Derg d'éliminer ses opposants politiques. À cette époque, les militaires et la police étaient d'ailleurs les membres majoritaires du Comité central.
Le Parti des travailleurs d'Éthiopie (PTE) a finalement été créé le 12 septembre 1984, pour marquer l'anniversaire des 10 ans de la révolution. La commission fut dissoute et les PTE prit sa place. Le Comité central fut élargi à 183 membres, avec un Congrès organisé tous les cinq ans. Mengistu devint le secrétaire général du parti.
Le Politburo du PTE, qui remplaça le comité exécutif de la Commission, était composé de onze membres, dont sept venaient du Derg et les quatre autres étaient des idéologues civils et des technocrates. En général, la volonté de Mengistu prévalait sur toute opposition. Le népotisme dans la sélection des membres du Politburo signifiait que les opposants étaient marginalisés.
Le rôle du PTE comme « initiateur du processus de développement du pays et principale force de l'État et dans la société » fut inscrit dans la constitution de 1987, qui dissout le Derg et renomma le pays en république populaire démocratique d'Éthiopie. La constitution donnait au parti plus de pouvoir politique que le gouvernement lui-même.

## Disparition
Après la chute de Mengistu, renversé par une insurrection armée, et la fin du soutien soviétique en 1990, le pouvoir du PTE commença à s'effriter et il renonça officiellement au marxisme pour une économie mixte. Lorsque Mengistu s'enfuit du pays, les rebelles prirent le pouvoir en 1991 et le nouveau gouvernement dissout le Parti dont la plupart des dirigeants furent emprisonnés pour des crimes qu'ils avaient prétendument commis durant leur règne.